# Världsmästerskapen i nordisk skidsport 1985
Världsmästerskapen i nordisk skidsport 1985 ägde rum i Seefeld in Tirol i Österrike mellan den 16 och 27 januari 1985. Under detta VM hade loppen ännu inte separerats i fristils- och klassiska lopp, vilket innebar stor spridning bland åkstilarna i spåren. Fristilsåkning med ena skidan i snön vid sidan om spåret var vanligt förekommande eftersom banorna inte preparerats för en effektiv fristilsåkning med båda skidor. Kvaliteten på spåren försämrades dock avsevärt på grund av de många fristilsåkarna, vilket missgynnade de som föredrog stakåkning och diagonalande. Spårdragningarna var i många fall mer av typen spårmarkeringar.
Vid nästa VM, 1987 i Oberstdorf, hade loppen separerats i antingen klassiskt eller fri stil.

## Längdskidåkning herrar

### 15 kilometer
22 januari 1985
| Medalj | Tävlande                  | Tid     |
| Guld   | Kari Härkönen, Finland    | 40.42,7 |
| Silver | Thomas Wassberg, Sverige  | 40.56,0 |
| Brons  | Maurilio De Zolt, Italien | 41.27,2 |

### 30 kilometer
18 januari 1985
| Medalj | Tävlande                   | Tid       |
| Guld   | Gunde Svan, Sverige        | 1:18.24,1 |
| Silver | Ove Aunli, Norge           | 1:18.49,1 |
| Brons  | Harri Kirvesniemi, Finland | 1:19.00,2 |

### 50 kilometer
27 januari 1985
| Medalj | Tävlande                  | Tid       |
| Guld   | Gunde Svan, Sverige       | 2:10.49,9 |
| Silver | Maurilio De Zolt, Italien | 2:11.52,6 |
| Brons  | Ove Aunli, Norge          | 2:12.37,7 |

### 4 × 10 kilometer stafett
24 januari 1985
| Medalj | Lag                                                                            | Tid       |
| ------ | ------------------------------------------------------------------------------ | --------- |
| Guld   | Norge (Arild Monsen, Pål Gunnar Mikkelsplass, Tor Håkon Holte, Ove Aunli)      | 1:52.21,0 |
| Silver | Italien (Marco Albarello, Giorgio Vanzetta, Maurilio De Zolt, Giuseppe Ploner) | 1:52.27,5 |
| Brons  | Sverige (Erik Östlund, Thomas Wassberg, Thomas Eriksson, Gunde Svan)           | 1:52.40,4 |

## Längdåkning damer

### 5 kilometer
21 januari 1985
| Medalj | Tävlande                         | Tid     |
| Guld   | Anette Bøe, Norge                | 15.14,8 |
| Silver | Marja-Liisa Kirvesniemi, Finland | 15.25,1 |
| Brons  | Grete Ingeborg Nykkelmo, Norge   | 15.26,8 |

### 10 kilometer
19 januari 1985
| Medalj | Tävlande                         | Tid     |
| Guld   | Anette Bøe, Norge                | 30.54,8 |
| Silver | Marja-Liisa Kirvesniemi, Finland | 30.56,2 |
| Brons  | Grete Ingeborg Nykkelmo, Norge   | 30.58,0 |

### 20 kilometer
26 januari 1985
| Medalj | Tävlande                       | Tid     |
| Guld   | Grete Ingeborg Nykkelmo, Norge | 59.19,1 |
| Silver | Britt Pettersen, Norge         | 59.37,5 |
| Brons  | Anette Bøe, Norge              | 59.43,5 |

### 4 × 5 kilometer stafett
22 januari 1985
| Medalj | Lag                                                                                    | Tid       |
| ------ | -------------------------------------------------------------------------------------- | --------- |
| Guld   | Sovjetunionen (Tamara Tichonova, Raisa Smetanina, Lilija Vasiltjenko, Anfisa Romanova) | 1:04.50,1 |
| Silver | Norge (Anette Bøe, Anne Jahren, Grete Ingeborg Nykkelmo, Berit Aunli)                  | 1:04.58,8 |
| Brons  | DDR (Manuela Drescher, Gaby Nestler, Antje Misersky, Ute Noack)                        | 1:05.57,0 |

## Nordisk kombination

### 15 kilometer
18 januari 1985
| Medalj | Tävlande                       | Poäng  |
| Guld   | Hermann Weinbuch, Västtyskland | 410,10 |
| Silver | Geir Andersen, Norge           | 399,84 |
| Brons  | Jouko Karjalainen, Finland     | 396,60 |

### 3 × 10 kilometer
25 januari 1985
| Medalj | Lag                                                            | Poäng   |
| Guld   | Västtyskland (Thomas Müller, Hubert Schwarz, Hermann Weinbuch) | 1276,90 |
| Silver | Norge (Geir Andersen, Espen Andersen, Hallstein Bøgseth)       | 1256,02 |
| Brons  | Finland (Jyri Pelkonen, Jukka Ylipulli, Jouko Karjalainen)     | 1202,60 |

## Backhoppning

### Normalbacke
20 januari 1985
| Medalj | Tävlande                  | Poäng |
| Guld   | Jens Weissflog, DDR       | 225,6 |
| Silver | Andreas Felder, Österrike | 216,0 |
| Brons  | Per Bergerud, Norge       | 214,6 |

### Stora backen
26 januari 1985
| Medalj | Tävlande                | Poäng |
| Guld   | Per Bergerud, Norge     | 224,2 |
| Silver | Jari Puikkonen, Finland | 223,0 |
| Brons  | Matti Nykänen, Finland  | 221,7 |

### Lagtävling stora backen
22 januari 1985
| Medalj | Lag                                                                       | Poäng |
| Guld   | Finland (Tuomo Ylipulli, Pentti Kokkonen, Matti Nykänen, Jari Puikkonen)  | 583,0 |
| Silver | Österrike (Andreas Felder, Armin Kogler, Günther Stranner, Ernst Vettori) | 579,2 |
| Brons  | DDR (Frank Sauerbrey, Manfred Deckert, Klaus Ostwald, Jens Weissflog)     | 550,8 |

## Medaljligan
| Placering | Nation        | Guld | Silver | Brons | Totalt |
| --------- | ------------- | ---- | ------ | ----- | ------ |
| 1         | Norge         | 5    | 5      | 5     | 15     |
| 2         | Finland       | 2    | 3      | 4     | 9      |
| 3         | Sverige       | 2    | 1      | 1     | 4      |
| 4         | Östtyskland   | 1    | 0      | 2     | 3      |
| 5         | Italien       | 0    | 2      | 1     | 3      |
| 6         | Tyskland      | 2    | 0      | 0     | 2      |
| 7         | Österrike     | 0    | 2      | 0     | 2      |
| 8         | Sovjetunionen | 1    | 0      | 0     | 1      |